# À̱
À̱ (minuscule : à̱), appelé A accent grave macron souscrit, est une lettre latine utilisée dans l’écriture du kiowa.

## Utilisation
En kiowa écrit avec l’orthographe McKenzie, le ‹ À̱, à̱ › représente le même son que la lettre A, le macron souscrit indiquant la nasalisation et l’accent grave indiquant le ton bas.

## Représentations informatiques
Le A accent grave macron souscrit peut être représenté avec les caractères Unicode suivants : 
- composé et normalisé NFC (supplément latin-1, diacritiques) :

| formes    | représentations | chaînes de caractères | points de code | descriptions                                                       |
| --------- | --------------- | --------------------- | -------------- | ------------------------------------------------------------------ |
| capitale  | À̱               | À◌̱                    | U+00C0 U+0331  | lettre majuscule latine a accent grave diacritique macron souscrit |
| minuscule | à̱               | à◌̱                    | U+00E0 U+0331  | lettre minuscule latine a accent grave diacritique macron souscrit |

- décomposé et normalisé NFD (latin de base, diacritiques) :

| formes    | représentations | chaînes de caractères | points de code       | descriptions                                                                   |
| --------- | --------------- | --------------------- | -------------------- | ------------------------------------------------------------------------------ |
| capitale  | À̱               | A◌̱◌̀                   | U+0041 U+0331 U+0300 | lettre majuscule latine a diacritique macron souscrit diacritique accent grave |
| minuscule | à̱               | a◌̱◌̀                   | U+0061 U+0331 U+0300 | lettre minuscule latine a diacritique macron souscrit diacritique accent grave |